# ساعات الطيران

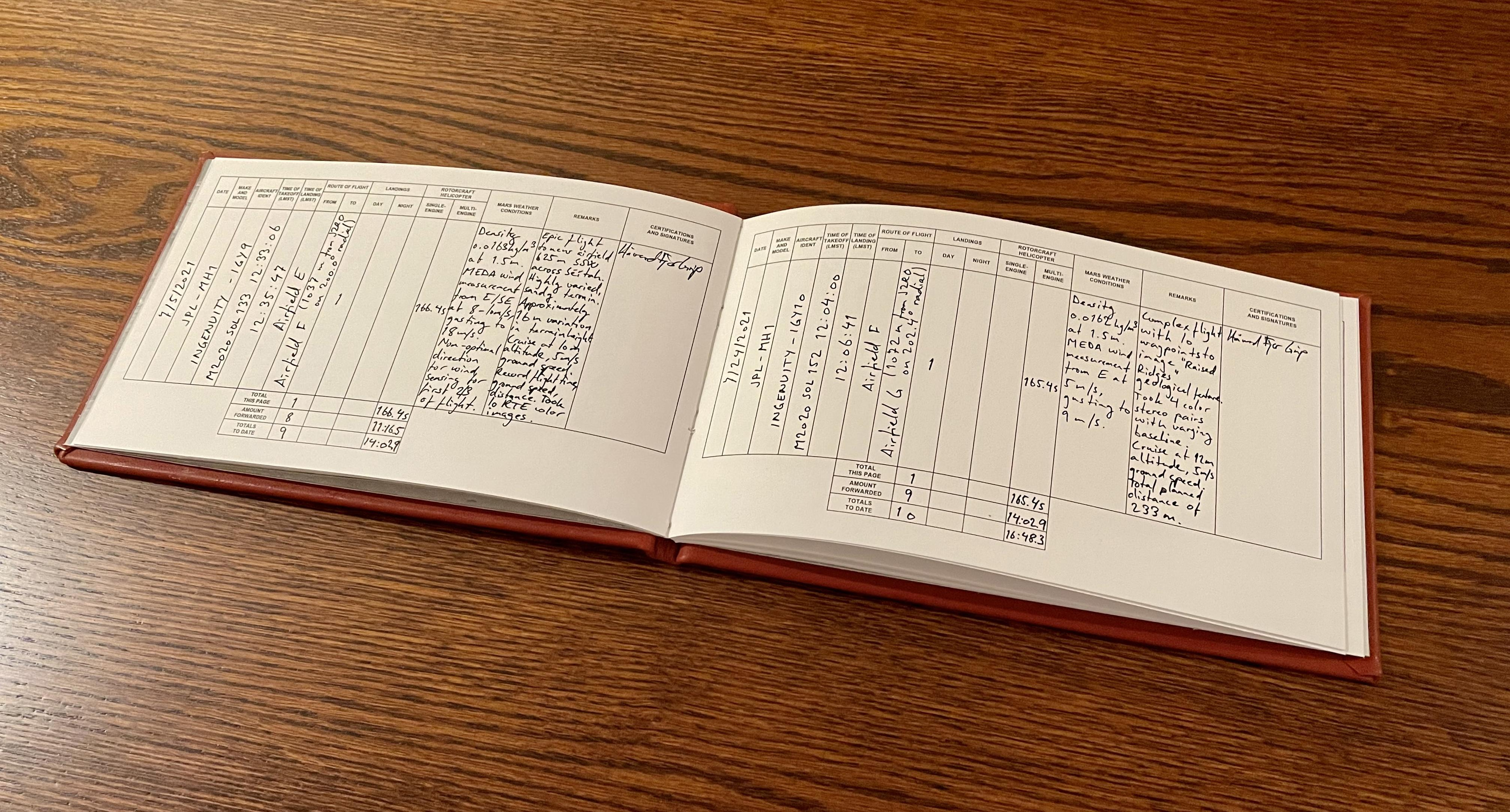
توثيق ساعات الطيران لمروحية إنجينويتي على المريخ – سجلات الرحلات الجوية التاسعة والعاشرة من وكالة ناسا

ساعات الطيران هي مصطلح طيران يشير إلى إجمالي الوقت المستغرق في قيادة الطائرات، وهي بمثابة المقياس الأساسي لخبرة الطيار. يتم تعريف ساعات الطيران (أو وقت الرحلة) على أنها «عندما تتحرك طائرة بقوتها الخاصة لغرض الطيران وتنتهي عندما تتوقف الطائرة بعد الهبوط». يتم تضمين الوقت المستغرق في قطع ممرات المطار وإجراء فحوصات ما قبل الرحلة على الأرض في ساعات الطيران، بشرط أن يكون المحرك قيد التشغيل.

## تسجيل وقت الرحلة
تحتوي معظم لوائح الترخيص الحكومية على متطلبات محددة لساعات الطيران، كما هو الحال في جميع قوائم وظائف شركات الطيران تقريبًا. وبالتالي، يحتفظ جميع الطيارين بسجل (على الأقل أثناء سعيهم للحصول على ترخيص أو لتسجيل دليل على التدريب المتكرر). يعتبر سجل الطيار وثيقة قانونية. يحتفظ معظم الطيارين بنسخة ورقية تقليدية، لكن النسخ الإلكترونية مثل تلك المضمنة في التطبيق الشهير فوريفلايت مسموح بها. يتم تسجيل ساعات الطيران بزيادات قدرها 0.1 ساعة، وهو ما يتوافق مع دقة مقياس هوبز النموذجي، وهو جهاز يشبه عداد المسافات يتم تركيبه في معظم مقصورات القيادة. يسجل الطيارون العديد من التفاصيل حول وقت رحلتهم، مثل ما إذا كانت الرحلة حدثت أثناء النهار أو في الليل، في طائرة ذات محرك واحد أو متعدد المحركات، في ظروف بصرية أو بأجهزة، ودور الطيار أثناء الرحلة.

## الساعات المطلوبة حسب الشهادة / التصنيف
يُطلب من الطيارين تجميع عدد ونوع معين من ساعات الطيران لكل شهادة أو تصنيف. تصبح المتطلبات أكثر عددًا مع كل تصنيف متتالي، ولكن يمكن «تكديس» معظم المتطلبات (على سبيل المثال، الطيران عبر البلاد في ظروف الأداة يفي بمتطلبات كل من الدول وساعات الجهاز). يمكن العثور على المتطلبات التفصيلية لكل تصنيف في 14 CFR الجزء 61 وفي الأقسام التالية.

### ملخص
| شهادة أو تصنيف                         | مجموع الساعات المطلوبة. | شرط إضافي                                         | شرط إضافي                              | شرط إضافي                      |
| -------------------------------------- | ----------------------- | ------------------------------------------------- | -------------------------------------- | ------------------------------ |
| شهادة طيار خاص                         | 40 ساعة                 | 5 ساعات طيران عبر البلاد، كطيار في مركز القيادة.  | 10 ساعات منفردًا                        |                                |
| تصنيف الصك                             | غير متاح                | 50 ساعة طيران عبر البلاد، كطيار في مركز القيادة.  | 40 ساعة طيران آلى                      |                                |
| شهادة طيار تجاري                       | 250 ساعة                | 50 ساعة طيران عبر البلاد، كطيار في مركز القيادة.  | 100 ساعة طيران، كطيار في مركز القيادة. |                                |
| شهادة طيار خاص، تصنيف متعدد المحركات   | 40 ساعة                 | 5 ساعات طيران عبر البلاد، كطيار في مركز القيادة.  | 10 ساعات منفردًا                        | 8 ساعات بطائرة متعددة المحركات |
| شهادة طيار تجاري، تصنيف متعدد المحركات | 250 ساعة                | 50 ساعة طيران عبر البلاد، كطيار في مركز القيادة.  | 100 ساعة طيران، كطيار في مركز القيادة. | 20 ساعة بطائرة متعددة المحركات |
| شهادة طيار النقل الجوي                 | 1500 ساعة               | 100 ساعة طيران عبر البلاد، كطيار في مركز القيادة. | 250 ساعة طيران، كطيار في مركز القيادة. | 500 ساعة عبر البلاد            |

في حين أنه من الممكن نظريًا الحصول على شهادة / تصنيف في الحد الأدنى من متطلبات الساعة، يتعين على الطيارين إثبات الكفاءة قبل أن يتمكنوا من إجراء الاختبارات الكتابية والشفوية والعملية لكل منها. من المعروف أن الشهادة التجريبية الخاصة على وجه الخصوص تستغرق الطلاب أكثر من الحد الأدنى القانوني للساعات لإكمالها. تم تعيين هذه الحدود الدنيا منذ عقود، قبل عصر وحدات GPS المعقدة ونظام الفضاء الجوي الوطني المنظم بشكل متزايد. يقدر المعدل الوطني للشهادة التجريبية الخاصة حاليًا بـ 60-75 ساعة.

### شهادة طيار خاصة
وفقًا لقسم FAR الجزء 61.109 (أ)، لكي تكون مؤهلاً للحصول على شهادة طيار خاص، يجب استيفاء متطلبات خبرة الطيران التالية:
- 40 ساعة من زمن الطيران الإجمالي
- 20 ساعة من التدريب على الطيران مع مدرب
- 3 ساعات من التدريب عبر البلاد مع مدرب في طائرة ذات محرك واحد
- 3 ساعات من التدريب على الطيران الليلي مع مدرب في طائرة ذات محرك واحد
- رحلة مسائية 100 ميل بحري عبر البلاد مع مدرب
- 3 ساعات من محاكاة الطيران مع مدرب
- 10 ليالي الإقلاع والهبوط
- 3 إقلاع فردي وهبوط في مطار ببرج مراقبة
- 10 ساعات من الطيران الفردي
- 5 ساعات من رحلة فردية عبر البلاد
- رحلة منفردة عبر البلاد 150 ميل بحري

وفقًا للجزء FAR الجزء 61.65 (د)، لكي تكون مؤهلاً للحصول على تصنيف للأجهزة، يجب استيفاء متطلبات خبرة الطيران التالية:
- 50 ساعة من رحلة الطيار في القيادة عبر البلاد
- 10 ساعات من رحلة Pilot In Command عبر البلاد في طائرة
- 40 ساعة من الطيران الفعلي أو بالمحاكاة
- 15 ساعة من تحليق أداة فعلية أو محاكاة في طائرة
- رحلة بأداة 250 ميل بحري عبر البلاد، تهبط عبر 3 أنواع مختلفة من إجراءات نهج الأجهزة

### شهادة طيار تجاري
وفقًا للجزء FAR الجزء 61.129 (أ)، لكي تكون مؤهلاً للحصول على شهادة طيار تجاري، يجب استيفاء متطلبات خبرة الطيران التالية:
- إجمالي وقت الرحلة 250 ساعة
- 100 ساعة طيران على متن طائرات تعمل بالطاقة
- 50 ساعة طيران في الطائرة
- 100 ساعة كطيار في القيادة
- 50 ساعة كطيار في القيادة في طائرة
- 50 ساعة من رحلة الطيار في القيادة عبر البلاد
- 10 ساعات من رحلة Pilot In Command عبر البلاد في طائرة
- 20 ساعة من التدريب على الطيران مع مدرب
- 10 ساعات من محاكاة الطيران مع مدرب
- 5 ساعات من التدريب على الآلة المحاكاة مع مدرب في طائرة ذات محرك واحد
- 10 ساعات من التدريب على الطائرات المعقدة مع مدرب
- رحلة عبر البلاد لمدة ساعتين و 100 ميل بحري في اليوم مع مدرب في طائرة ذات محرك واحد
- رحلة ليلية لمدة ساعتين و 100 ميل بحريعبر البلاد مع مدرب في طائرة ذات محرك واحد
- 10 ساعات من الطيران الفردي في طائرة ذات محرك واحد
- رحلة 300 نانومتر عبر البلاد في طائرة ذات محرك واحد مع 3 هبوط، وهبوط واحد 250 ميل بحري من مطار المغادرة
- 5 ساعات من الرحلة الليلية في ظروف VFR كطيار في القيادة
- 10 إقلاع وهبوط ليلي كقائد في القيادة

### شهادة طيار خاص، تصنيف متعدد المحركات
وفقًا للجزء FAR الجزء 61.109 (أ)، لكي تكون مؤهلاً للحصول على تصنيف متعدد المحركات، يجب استيفاء متطلبات خبرة الطيران التالية:

### شهادة طيار تجاري، تصنيف متعدد المحركات
وفقًا للجزء FAR الجزء 61.129 (أ)، لكي تكون مؤهلاً للحصول على شهادة طيار تجاري، يجب استيفاء متطلبات تجربة الطيران التالية:

### شهادة طيار النقل الجوي
وفقًا لقسم FAR الجزء 61.159 (أ)، لكي تكون مؤهلاً للحصول على شهادة طيار النقل الجوي، يجب استيفاء متطلبات الخبرة الجوية التالية: